# Nicolas Farina
Pour les articles homonymes, voir Farina.
Nicolas Farina est un footballeur français né le 9 août 1986 à Metz. Il jouait au poste de milieu offensif ou d'ailier au SO Cholet.

## Biographie
Nicolas Farina est formé au FC Metz. Il y effectue toute sa formation, jusqu'à la saison 2007-2008 où le club lorrain souhaite lui donner plus de temps de jeu en le mettant à la disposition de l'AS Cannes (National). 
De retour à son club formateur pour la saison 2008-2009, Nicolas Farina réussit quelques belles entrées avec l'équipe première qui joue en Ligue 2. Au total il participe à 23 matchs de D2 et inscrit 5 buts.
Au mois de juillet 2009, ayant satisfait les dirigeants messins, ceux-ci lui proposent un nouveau contrat qu'il refuse, pour signer à Évian Thonon Gaillard (National). Il participe aux deux montées successives du club haut-savoyard en Ligue 2 puis en Ligue 1.
Lors de la saison 2011-2012, avec Évian Thonon Gaillard, il ne participe qu'à 17 matches pour 0 but, il ne joue que 407 minutes alors qu'il était l'un des principaux artisans des deux montées.
En 2012, tout comme Guillaume Rippert, il s'engage au FC Energie Cottbus, en deuxième division allemande.

## Statistiques
Les statistiques de Nicolas Farina lors de son passage au CS Amphion-Publier qui évoluait dans la deuxième division régionale de la Ligue Rhône-Alpes (soit la huitième division nationale) n'apparaissent pas dans ce tableau.
| Saison                | Club                  | Championnat           | Championnat | Championnat | Coupe(s) nationale(s) | Coupe(s) nationale(s) | Total | Total |
| Saison                | Club                  | Division              | M.          | B.          | M.                    | B.                    | M.    | B.    |
| 2005-2006             | FC Metz               | Ligue 1               | 1           | 0           | -                     | -                     | 1     | 0     |
| 2006-2007             | FC Metz               | Ligue 2               | 1           | 0           | -                     | -                     | 1     | 0     |
| 2007-2008             | AS Cannes (prêt)      | National              | 28          | 5           | -                     | -                     | 28    | 5     |
| 2008-2009             | FC Metz               | Ligue 2               | 23          | 3           | 3                     | 0                     | 26    | 3     |
| 2009-2010             | Évian Thonon Gaillard | National              | 18          | 1           | 3                     | 0                     | 21    | 1     |
| 2010-2011             | Évian Thonon Gaillard | Ligue 2               | 31          | 5           | 6                     | 1                     | 37    | 6     |
| 2011-2012             | Évian Thonon Gaillard | Ligue 1               | 14          | 0           | 4                     | 0                     | 18    | 0     |
| 2012-2013             | Energie Cottbus       | Bundesliga 2          | 22          | 2           | 1                     | 0                     | 23    | 2     |
| 2013-2014             | Energie Cottbus       | Bundesliga 2          | 1           | 0           | -                     | -                     | 1     | 0     |
| 2014-2015             | RFC Union Luxembourg  | Promotion d'honneur   | 9           | 10          | -                     | -                     | 9     | 10    |
| 2015-2016             | Petrolul Ploiești     | Liga I                | 8           | 0           | -                     | -                     | 8     | 0     |
| 2015-2016             | SO Cholet             | CFA                   | 11          | 2           | -                     | -                     | 11    | 2     |
| 2016-2017             | SO Cholet             | CFA                   | 28          | 2           | 1                     | 0                     | 29    | 2     |
| 2017-2018             | SO Cholet             | National              | 13          | 1           | 2                     | 0                     | 15    | 1     |
| Total sur la carrière | Total sur la carrière | Total sur la carrière | 208         | 31          | 20                    | 1                     | 228   | 32    |

## Palmarès

### En club
- Champion de National en 2010 avec l'Évian Thonon Gaillard Football Club
- Champion de Ligue 2 en 2011 avec l'Évian Thonon Gaillard Football Club
- Vice-Champion du Luxembourg de D2 en 2015 avec le Racing Football Club Union Luxembourg

### Distinction personnelle
- Équipe type des 10 ans du Football Croix-de-Savoie 74 élue par les lecteurs du Dauphiné libéré en 2013[2]